# Typhlomyrmex pusillus
Typhlomyrmex pusillus is een mierensoort uit de onderfamilie van de Ectatomminae. De wetenschappelijke naam van de soort is voor het eerst geldig gepubliceerd in 1894 door Emery.